# Lot 67 (Île-du-Prince-Édouard)
Lot 67 est un canton dans le comté de Queens, Île-du-Prince-Édouard, Canada. Il fait partie de la Paroisse Grenville.

## Population
- 879 (recensement de 2001)[1]
- 847 (recensement de 2006)[1]
- 825 (recensement de 2011)[2]

## Communautés
Incorporé :
- Breadalbane

Non-incorporé :
- Fredericton
- Summerfield